# Worthington (Massachusetts)
Worthington é uma vila localizada no condado de Hampshire no estado estadounidense de Massachusetts. No Censo de 2010 tinha uma população de 1.156 habitantes e uma densidade populacional de 13,91 pessoas por km². É uma parte da Zona Estatística Metropolitana de Springfield, Massachusetts.
Worthington é mencionado por nome na canção "Massachusetts" por Aaron Lewis, e menciona-o com o tamanho da população em sua canção "Country Boy" ("Chico de Campo").  Os dois estão no álbum Town Line, lançado em 2011.
No Censo de 2000, tinham 1.270 pessoas, 503 casas, e 363 famílias vivendo no povo.

## Geografia
Worthington encontra-se localizado nas coordenadas 42° 23′ 51″ N, 72° 56′ 36″ O. Segundo o Departamento do Censo dos Estados Unidos, Worthington tem uma superfície total de 83.12 km², da qual 82.74 km² correspondem a terra firme e (0.46%) 0.38 km² é água.

## Demografia
Segundo o censo de 2010, tinha 1.156 pessoas residindo em Worthington. A densidade populacional era de 13,91 hab./km². Dos 1.156 habitantes, Worthington estava composto pelo 97.32% brancos, o 0.09% eram afroamericanos, o 0% eram amerindios, o 0.95% eram asiáticos, o 0% eram insulares do Pacífico, o 0% eram de outras raças e o 1.64% pertenciam a duas ou mais raças. Do total da população o 1.21% eram hispanos ou latinos de qualquer raça.